# Rekstok

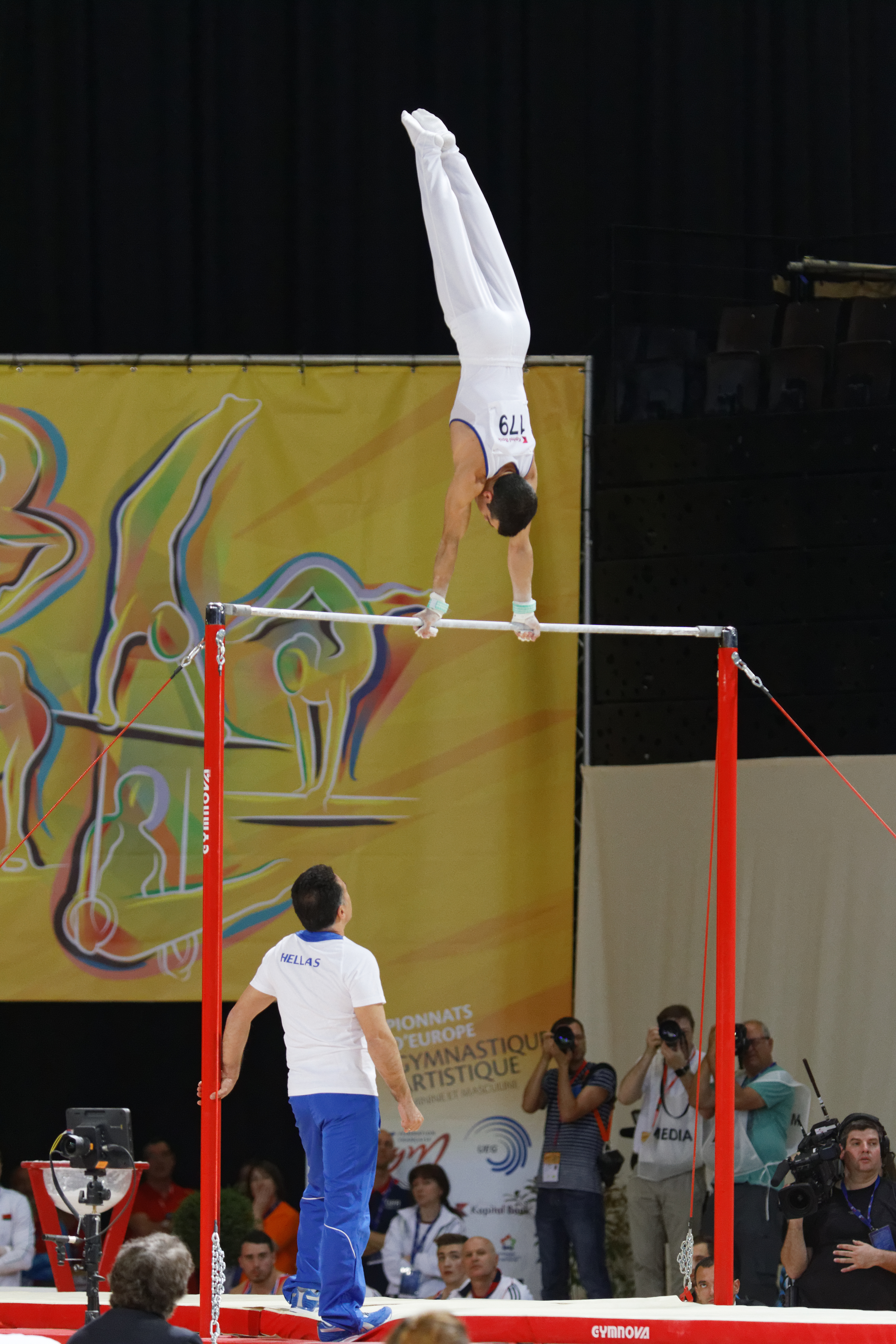
Turner aan de rekstok

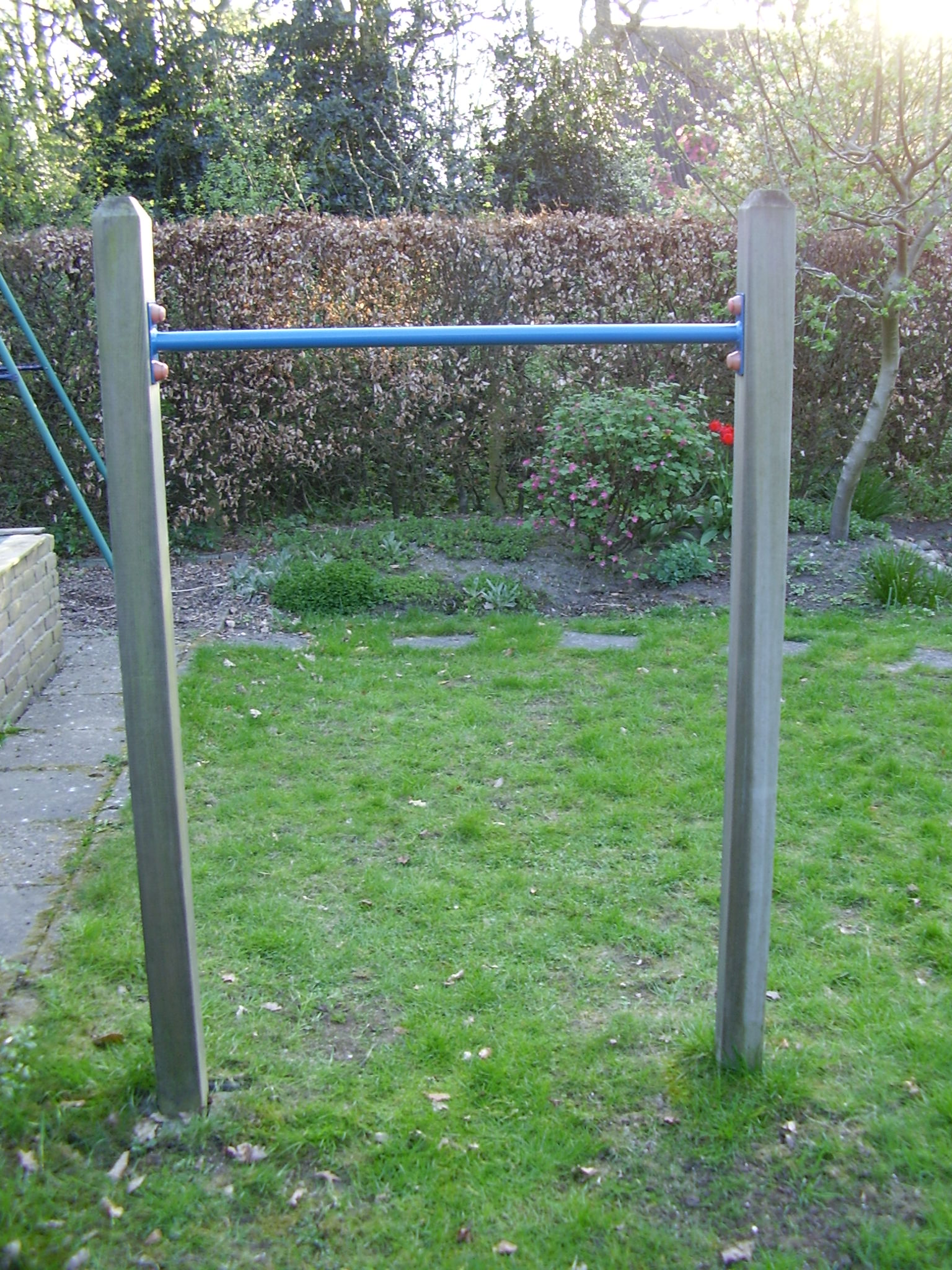
Rekstok als speeltoestel

Een rekstok is een turntoestel en turndiscipline. Het toestel bestaat uit een horizontale legger van metaal of glasfiber. De rekstok is een van de Olympische turndisciplines voor heren.
Rekstokken kan men echter ook tegenkomen als speeltoestel in speeltuinen.

## Toestel
In het herenturnen wordt gebruikgemaakt van een rekstok op zwaaihoogte, dit betekent dat de turner aan de legger kan hangen zonder dat zijn voeten de grond raken.
Om goed grip te houden op de (metalen) rekstok, maken de meeste turners gebruik van turnleertjes en magnesium.

## Discipline
De elementen die aan de rekstok worden geturnd zijn vooral zwaaielementen (zoals de reuzenzwaai) en draaien (zoals de buikdraai). Daarnaast worden op de hogere niveaus ook vluchtelementen geturnd.
Aan de rekstok kunnen verschillende soorten elementen worden geturnd, zoals
- zwaaien (zoals reuzenzwaai)
- draaien (zoals buikdraai, zolendraai)
- kiepen
- vluchtelementen
- afsprongen

Er zijn verschillende manieren waarop de gymnast de legger kan vasthouden, bijvoorbeeld bovenhands, onderhands of ellegreep. 

## Wedstrijden
De score bestaat uit de optelsom van de moeilijkheid en de uitvoering: de D-score en de E-score (difficulty en execution). De moeilijkheidsgraad van de elementen ligt vast. De gymnast wordt geacht "het volle potentieel van het toestel te benutten". Zaken die voor puntaftrek zorgen zijn: benen niet toe of niet gestrekt, armen niet gestrekt, gebrek aan hoogte bij de vluchtelementen, of handen moeten verzetten in handstand. 